# Lauren Bacall
Lauren Bacall (născută  Betty Joan Perske; n. 16 septembrie 1924, New York City, New York, SUA – d. 12 august 2014, New York City, New York, SUA) a fost o actriță și fotomodel american. Părinții ei erau evrei imigranți, ale căror familii proveneau din România și Belarus. A fost căsătorită cu actorul Humphrey Bogart până la moartea prematură a acestuia. A decedat la 12 august 2014, în urma unui accident cerebral.
Bacall a lucrat ca fotomodel înainte de debutul ei în filmul A avea sau a nu avea (1944), în care a jucat în rolul principal alături de Humphrey Bogart. A continuat să joace alături de Humphrey Bogart în Somnul de veci (1946), Pasaj întunecat (1947) și Key Largo (1948), dar a jucat și în comedia romantică Cum să te căsătorești cu un milionar (1953), alături de Marilyn Monroe și Betty Grable, Creatoarea de modele (Designing Woman) (1957) cu Gregory Peck.
A câștigat Premiile Tony pentru Applause (1970) și Femeia Anului (1981). A câștigat și Globul de Aur și a fost nominalizată la Premiile Oscar pentru rolul ei din Cele două fețe ale dragostei (The Mirror Has Two Faces, 1996).

## Viața personală
Pe 21 mai 1945, Lauren Bacall s-a căsătorit cu Humphrey Bogart. Nunta și „luna de miere” au avut loc la Ferma Malbar, Lucas, Ohio. Căsătoria lor a luat sfârșit odată cu moartea actorului, în 1957. 
Lauren Bacall a avut o relație cu Frank Sinatra. Într-un interviu, Bacall a declarat că ea a fost cea care a încheiat povestea de dragoste, însă în autobiografia ei a scris că Frank Sinatra ar fi fost cel care a pus punct relației, după ce presa aflase faptul că a cerut-o în căsătorie.
Bacall l-a întâlnit mai apoi pe Jason Robards. Nunta lor a fost, inițial, programată la Viena, Austria, pe 16 iunie 1961. Cu toate acestea, planurile lor au fost distruse după ce autoritățile austriece au refuzat să le acorde celor doi un certificat de căsătorie. Căsătoria le-a fost refuzată și în Las Vegas, Nevada. Pe 4 iulie 1961, cuplul a mers până în Ensenada, Mexic,  unde s-au căsătorit. Cuplul a divorțat în 1969.

## Filmografie

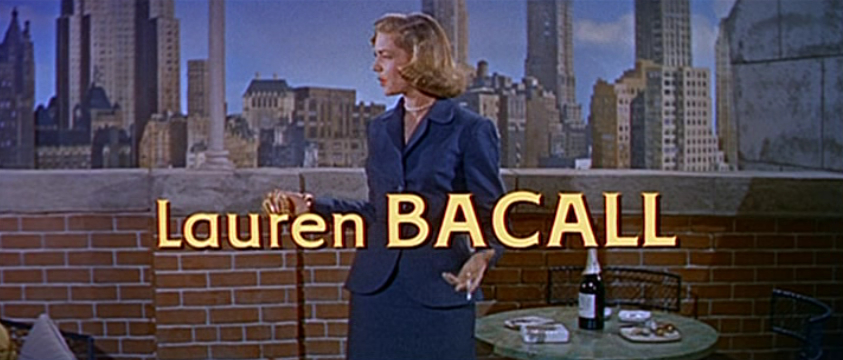
Lauren Bacall în Cum să te căsătorești cu un milionar (1953)

#### Filme artistice
| An   | Titlu                                                   | Rol                          | Note |
| ---- | ------------------------------------------------------- | ---------------------------- | --- |
| 1944 | A avea sau a nu avea                                    | Marie 'Slim' Browning        | Debut ca actriță dar și in calitate de cântăreață |
| 1945 | Confidential Agent                                      | Rose Cullen                  | Cu Charles Boyer și Peter Lorre |
| 1946 | Somnul de veci                                          | Vivian Sternwood Rutledge    | Cu Humphrey Bogart |
| 1946 | Two Guys from Milwaukee                                 | cameo                        | necreditată |
| 1947 | Pasaj întunecat                                         | Irene Jansen                 | Cu Humphrey Bogart |
| 1948 | Key Largo                                               | Nora Temple                  | Cu Humphrey Bogart, Edward G. Robinson și Lionel Barrymore |
| 1950 | Young Man with a Horn                                   | Amy North                    | Cu Kirk Douglas, Doris Day și Hoagy Carmichael |
| 1950 | Bright Leaf                                             | Sonia Kovac                  | Cu Gary Cooper și Patricia Neal |
| 1953 | Cum să te căsătorești cu un milionar                    | Schatze Page                 | Cu Marilyn Monroe și Betty Grable |
| 1954 | Woman's World                                           | Elizabeth Burns              | Cu Clifton Webb, Van Heflin și Fred MacMurray |
| 1955 | The Cobweb                                              | Meg Faversen Rinehart        | Cu Richard Widmark, Charles Boyer și Gloria Grahame |
| 1955 | Blood Alley                                             | Cathy Grainger               | Cu John Wayne |
| 1956 | Patterns                                                | Lobby lady near elevators    | necreditată |
| 1956 | Written on the Wind                                     | Lucy Moore Hadley            | Cu Rock Hudson și Dorothy Malone |
| 1957 | Designing Woman                                         | Marilla Brown Hagen          | Golden Laurel Award for Top Female Comedy Performance (third place) |
| 1958 | The Gift of Love                                        | Julie Beck                   | |
| 1959 | North West Frontier                                     | Catherine Wyatt              | |
| 1964 | Shock Treatment                                         | Dr. Edwina Beighley          | Cu Stuart Whitman |
| 1964 | Sex and the Single Girl                                 | Sylvia Broderick             | Cu Tony Curtis, Natalie Wood și Henry Fonda |
| 1966 | Harper                                                  | Elaine Sampson               | Cu Paul Newman |
| 1973 | Applause                                                | Margo Channing               | |
| 1974 | Crima din Orient Express (Murder on the Orient Express) | Mrs. Harriet Belinda Hubbard | |
| 1976 | The Shootist                                            | Bond Rogers                  | Nominalizare—BAFTA Award for Best Actress in a Leading Role |
| 1978 | Perfect Gentleman                                       | Mrs. Lizzie Martin           | |
| 1980 | Health                                                  | Esther Brill                 | cu James Garner |
| 1981 | The Fan                                                 | Sally Ross                   | Cu James Garner |
| 1988 | Întâlnire cu moartea                                    | Lady Westholme               | |
| 1988 | Mr. North                                               | Mrs. Cranston                | |
| 1989 | John Huston: The Man, the Movies, the Maverick          |                              | documentar |
| 1989 | The Tree of Hands                                       | Marsha Archdale              | |
| 1989 | Dinner at Eight                                         | Carlotta Vance               | |
| 1990 | Misery                                                  | Marcia Sindell               | |
| 1991 | A Star for Two                                          |                              | |
| 1991 | All I Want for Christmas                                | Lillian Brooks               | |
| 1993 | The Portrait                                            | Fanny Church                 | |
| 1993 | The Parallax Garden                                     |                              | |
| 1993 | A Foreign Field                                         | Lisa                         | |
| 1994 | Prêt-à-Porter: Ready to Wear                            | Slim Chrysler                | National Board of Review Award for Best Cast |
| 1995 | From the Mixed-Up Files of Mrs. Basil E. Frankweiler    | Mrs. Basil E. Frankweiler    | |
| 1996 | The Mirror Has Two Faces                                | Hannah Morgan                | Golden Globe Award for Best Supporting Actress – Motion Picture San Diego Film Critics Society Award for Best Supporting Actress Screen Actors Guild Award for Outstanding Performance by a Female Actor in a Supporting Role Nominalizare—Academy Award for Best Supporting Actress Nominalizare—BAFTA Award for Best Actress in a Supporting Role Nominalizare—Satellite Award for Best Supporting Actress - Motion Picture |
| 1996 | My Fellow Americans                                     | Margaret Kramer              | Cu Jack Lemmon și James Garner |
| 1997 | Day and Night                                           | Sonia                        | |
| 1999 | Get Bruce                                               |                              | documentar |
| 1999 | Too Rich: The Secret Life of Doris Duke                 | Doris Duke (elderly)         | |
| 1999 | Madeline: Lost in Paris                                 | Madame Lacroque              | voce |
| 1999 | The Venice Project                                      | Contesa Camilla Volta        | |
| 1999 | Presence of Mind                                        | Mado Remei                   | |
| 1999 | Diamonds                                                | Sin-Dee                      | |
| 1999 | A Conversation with Gregory Peck                        |                              | documentar |
| 2003 | The Limit (a.k.a. Gone Dark)                            | May Markham                  | |
| 2003 | Dogville                                                | Ma Ginger                    | |
| 2004 | Howl's Moving Castle                                    | Witch of the Waste           | voce |
| 2004 | Birth                                                   | Eleanor                      | |
| 2005 | Manderlay                                               | Mam                          | |
| 2006 | These Foolish Things                                    | Dame Lydia                   | |
| 2007 | The Walker                                              | Natalie Van Miter            | |
| 2008 | Eve                                                     | Grandma                      | |
| 2008 | Scooby-Doo and the Goblin King                          | The Grand Witch              | voce |
| 2010 | Wide Blue Yonder                                        | May                          | |
| 2010 | Firedog                                                 | Posche                       | voce |
| 2012 | The Forger                                              | Annemarie Sterling           | |
| 2014 | Ernest & Celestine                                      | The Grey One's voice         | |

#### Filme scurte
- 1955 Motion Picture Theatre Celebration (1955)
- Amália Traída (Amália Betrayed) (2004)

### Apariții pe scenă
- Johnny 2 x 4 (1942)
- Franklin Street (1942)
- Goodbye Charlie (1959)
- Cactus Flower (1965)
- Applause (1970)
- Wonderful Town (1977)
- V.I.P. Night on Broadway (1979) (benefit concert)
- Woman of the Year (1981)
- Sweet Bird of Youth (1985)
- The Players Club Centennial Salute (1989) (benefit concert)
- The Visit (1995)
- Angela Lansbury: A Celebration (1996) (benefit concert)
- Waiting in the Wings (1999)

### Televiziune
- What's My Line? (1953)
- Light's Diamond Jubilee (1954, TV special broadcast on all four TV networks)
- The Petrified Forest on Producers' Showcase (1956)
- Ford Star Jubilee (1956, 1 episode)
- The Oracle (Dr. Kildare) (1963)
- Applause (1973)
- Perfect Gentlemen (1978)
- Lions, Tigers, Monkeys and Dogs (Rockford Files) (1979)
- Dinner at Eight (1989)
- A Little Piece of Sunshine (1990)
- The Portrait (1993)
- The Parallax Garden (1993)
- From the Mixed-Up Files of Mrs. Basil E. Frankweiler (1995)
- 6th PBS ident (1996) as announcer
- 7th PBS ident (1998) as announcer
- Too Rich: The Secret Life of Doris Duke (1999)
- The Sopranos (2006)
- Wonder Pets (2009) special guest voice[23]
- Family Guy (2014) special guest voice ("Mom's the Word")

### Radio
- Bold Venture (1951–52); with Humphrey Bogart. Exact number of episodes recorded is unknown, but upwards of 50.

### Cărți
- Lauren Bacall by Myself (1978)
- Now (1994)
- By Myself and Then Some (2005)